# شو شینوهارا
شو شینوهارا (ژاپنی: 篠原 聖؛ زادهٔ ۱۱ اوت ۱۹۸۹) یک بازیکن فوتبال اهل ژاپن است.
از باشگاه‌هایی که در آن بازی کرده‌است می‌توان به باشگاه فوتبال سانفریس هیروشیما اشاره کرد.